# Бадри Теймурташ
Бадри Теймурташ (перс. بدری تیمورتاش‎; 1908-1995) — первая в Иране женщина-стоматолог с европейским образованием, благодаря чему приобрела в Иране прозвище «Мать стоматологии».

## Биография
Родилась во влиятельной иранской семье в 1908 году в Мешхеде, была сестрой второго по влиятельности политического деятеля Ирана времён ранней династии Пехлеви, Абдолхосейна Теймурташа. В конце 1920-х годов её отправили в Бельгию, где она поступила в стоматологическую школу.
Считается, что после окончания стоматологической школы она подумывала о переезде в Бельгийское Конго, чтобы заняться гуманитарной работой. Однако когда её брат попал в немилость в 1932 году, была вынуждена вернуться в Иран, где вместе с женой и детьми Абдольхусейна пережила восемь лет домашнего ареста и ссылку в обширные семейные поместья в Хорасане. После отречения Реза-шаха в 1941 году в соответствии с всеобщей амнистией все политические заключённые были освобождены, а Бадри Теймурташ переехала в Мешхед, где стала заниматься стоматологией.
В 1965 году она и Эсмаэль Сондузи основали Мешхедский университет медицинских наук. Вышла на пенсию в 1989 году и умерла в 1995 году.
Была похоронена в Священном Храме (Сахне Азади) в Мешхеде. Библиотека стоматологического факультета Университета Мешхеда была переименована в её честь.